# Ruki Vverch
Ruki Vverch! (in russo Руки вверх!?) è attualmente un progetto musicale russo del musicista Sergej Žukov, in precedenza gestito come duo musicale con il connazionale Aleksej Potechin.
Il loro repertorio vede pezzi di musica dance dalle melodie semplici e progressive. I loro successi principali sono Kroška moja e Pesenka; quest'ultimo brano è stato ripreso dalla band tedesca A Touch of Class, che ne ha proposto una versione dal titolo Around the World (La La La La La), e in seguito anche dalla band tedesca beFour con il titolo Magic Melody.
I Ruki Vverch! si sono sciolti ufficialmente nell'agosto 2006, dopo un lungo periodo di crisi; si riuniscono nel 2012 per pubblicare un nuovo album con nuove canzoni. La pubblicazione dell'album era prevista per l'ottobre 2012.
Nel 2020 Ava Max ha pubblicato il singolo My Head & My Heart, contenente un campionamento della loro Pesenka.

## Discografia

### Album
- 1997 «Dyshite ravmomerno»
- 1998 «Ruki vverh, doktor shlyager!»
- 1998 «Sdelay pogromche!»
- 1998 «Sdelay yeschyo gromche»
- 1999 «Bez tormozov»
- 1999 «Sovsem bez tormozov»
- 1999 «Crazy» - nonoficialmente album
- 2000 «Zdravstvuy, eto ya!»
- 2001 «Ne boysya, ya s toboy!»
- 2001 «Malenkie devochki»
- 2001 «Ogon'» - nonoficialmente album
- 2002 «Konec popse, tantsuyut vse»
- 2003 «Mne s toboyu horosho»
- 2004 «A devochkam tak holodno!»
- 2005 «Fuc*in' Rock'n'Roll»
- 2012 «Otkroi mne dver'»

### Singoli
- 2021 – Radi tancpola (con i Gayazovs Brothers)